# Дніпровський метрополітен
Дніпро́вський метрополіте́н — система ліній метрополітену в місті Дніпро. Оператором є — КП «Дніпровський метрополітен». Нині функціонує лише одна лінія, що складається з шести станцій. На ній триває будівництво ще трьох станцій, які планували відкрити до 2024 року.

## Історія

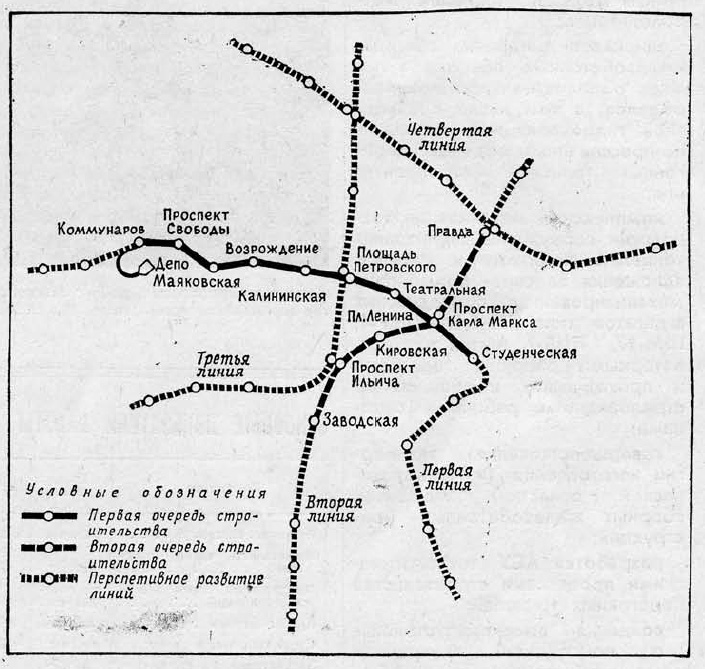
Проєкт Дніпровського метрополітену (1980)

Урочиста закладка метрополітену відбулася 20 лютого 1981 року в результаті проведення дослідницьких та проєктних робіт, що проходили з 1979 року. Введено до ладу та відкрито рух 29 грудня 1995 року.
24 листопада 2015 року станція Комунарівська була перейменована на Покровську.
6 червня 2018 року на станції метро «Театральна» в Дніпрі почалися роботи з буріння ствола для підняття ґрунту. Турецька компанія-підрядник заявила, що прискорює будівництво в 11 разів, але через подібні темпи в кількох ділянках центрального проспекту Яворницького утворились провалля.
17 березня 2020 року о 15:00 метрополітен було закрито у зв'язку з пандемією коронавірусу в Україні.
У зв'язку з послабленням карантинних заходів 25 травня о 15:00 метрополітен відновив свою роботу.
З 24 лютого 2022 року у зв'язку із Російським вторгненням в Україну використовується як бомбосховище, перевезення пасажирів здійснюється з 5:35 до 23:00. В режимі укриття працює цілодобово.

## Опис
Дніпровський метрополітен складається лише з однієї лінії, Центрально-Заводської, на якій збудовано шість станцій. Початковим проєктом передбачалося спорудження лінії завдовжки 11,8 км із дев'ятьма станціями.
Станції Дніпровського метрополітену дуже схожі за стилем. Облицювальна стіна (та, яка біля рейок) майже на всіх станціях покрита дешевим матеріалом — плитами. Для хоч якогось розрізнення на кожній станції вони різного кольору. На станції «Метробудівників» вони червоно-малинові, на «Проспекті Свободи» — м'ятно-зелені, на «Заводській» —  - блакитні, а на «Металургів» — жовті.
Довжина ліній метрополітену — 7,8 км, ширина колії — 1524 мм, довжина посадкових платформ — 105 м.
Час руху в один бік становить 12 хвилин. Інтервал руху поїздів — від 10 до 16 хвилин, у години «пік» — від 6 до 8 хвилин.
3 лютого 2021 року розпочав роботу сайт Дніпровського метрополітену, який висвітлює будівництво метрополітену в місті. Із рухомого складу у метро тільки 81-717.5М/714.5М, 45 вагонів з яких 18 головні[джерело?].

### Перспектива
Неодноразово велись розмови про відкриття станцій «Центральна» та «Театральна», але терміни щоразу відкладались на тривалий період.
Наразі ведуться роботи з будівництва ділянки завдовжки 4,2 км від станції «Вокзальна», заплановано відкриття трьох станцій: «Театральна», «Центральна» та «Музейна». Відкриття ділянки було заплановано на 2021 рік. Державним бюджетом України на 2019 рік заплановано виділення 1 млрд 392 млн гривень на продовження будівництва метрополітену.
Генеральним планом розвитку міста заплановано розбудову Центрально-Заводської лінії на захід у бік житлового масиву «Парус-2», а також на південь від станції «Музейна» до житлового масиву «Тополя». Крім цього, у перспективу закладено будівництво другої лінії, що пройде через Центральний міст та з'єднає правий берег Дніпра з лівим (Чечелівський та Індустріальний райони відповідно).
У липні 2019 року був підписаний договір з компанією «Київметропроект» на розробку проєктної документації для будівництва ділянки від станції «Музейна» до залізничної станції Дніпро-Лоцманська (Південний вокзал) Придніпровської залізниці.
Міжнародна архітектурна компанія Захи Хадід (Zaha Hadid Architects) виступила проєктантом дизайну нових станцій метро: «Центральна», «Театральна» та «Музейна».

## Особливості
Характерна особливість — дуже коротка довжина лінії метро. Дніпровський метрополітен — один з найкоротших у Європі, хоча й не найкоротший у світі, оскільки є метро значно менші, як за протяжністю, так і за кількістю станцій, наприклад, у Генуї (7,1 км на противагу 7,8 км у Дніпрі), Лозанні, Новому Афоні тощо.

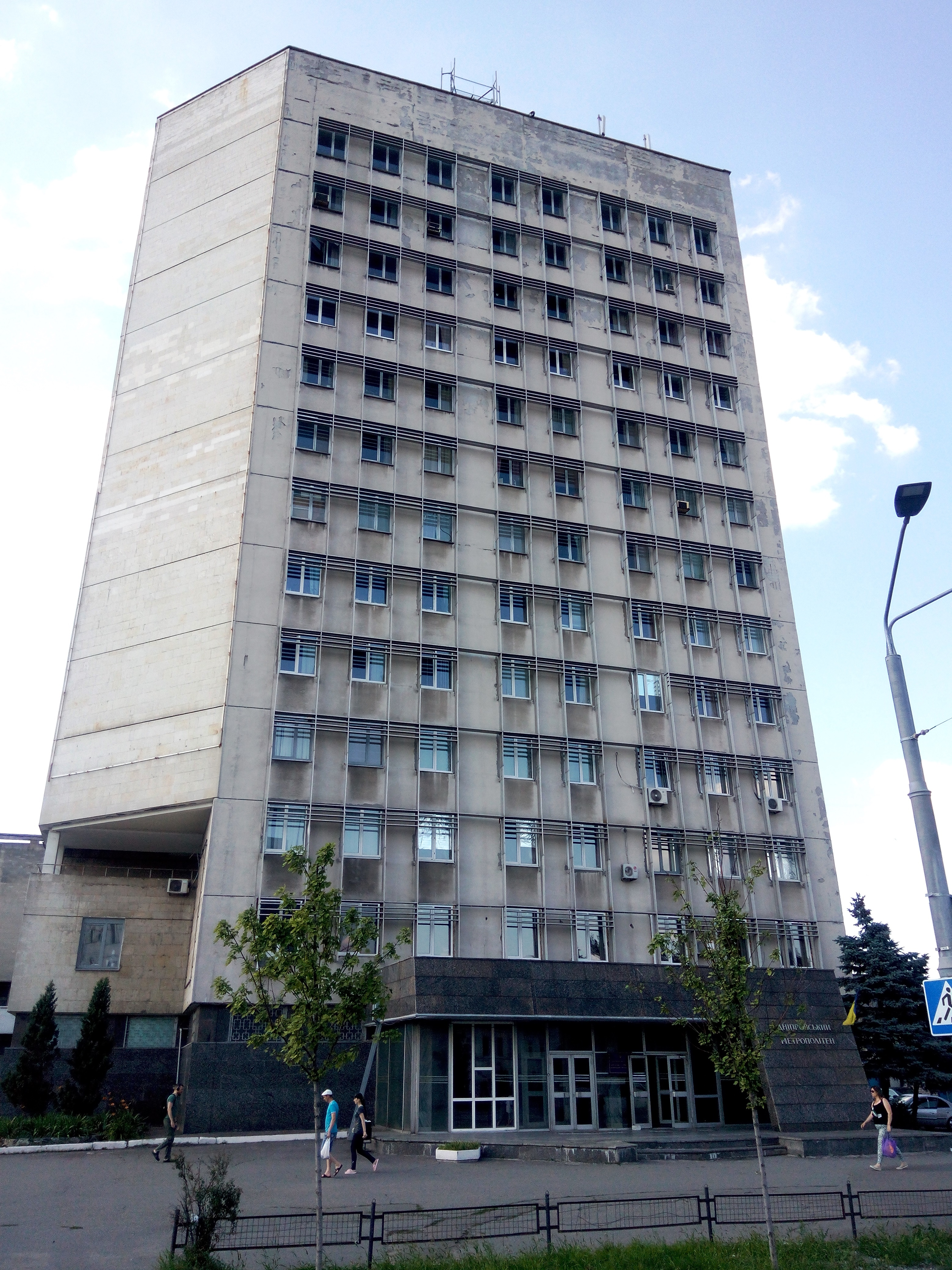
Головна адміністративна будівля

З наявних (на 2022) шести станцій — 5 є станціями глибокого закладення, і лише станція «Покровська» є станцією мілкого закладення. Будуються ще три станції глибокого закладення, які проходять під проспектом Дмитра Яворницького. Побудовано електродепо «Діївка», що розташоване за станцією «Покровська». У депо існує поворотний круг для розвороту вагонів, яке було введено в експлуатацію 2016.
Метрополітен працює з 05:35 до 23:00.
У місті діє музей історії Дніпровського метрополітену, який розташований в одній із кімнат будівлі управління метрополітену за адресою: Дніпро, вулиця 128-ї Бригади Тероборони (кол. Курчатова), 8.

## Станції
| Станції Дніпровського метрополітену | Станції Дніпровського метрополітену | Станції Дніпровського метрополітену |
| Станція                             | Фото                                | Дата відкриття                      |
| ----------------------------------- | ----------------------------------- | ----------------------------------- |
| «Покровська»                        |                                     | 29 грудня 1995                      |
| «Проспект Свободи»                  |                                     | 29 грудня 1995                      |
| «Заводська»                         |                                     | 29 грудня 1995                      |
| «Металургів»                        |                                     | 29 грудня 1995                      |
| «Метробудівників»                   |                                     | 29 грудня 1995                      |
| «Вокзальна»                         |                                     | 29 грудня 1995                      |
| «Театральна»                        |                                     | Будується                           |
| «Центральна»                        |                                     | Будується                           |
| «Музейна»                           |                                     | Будується                           |

## Оплата проїзду

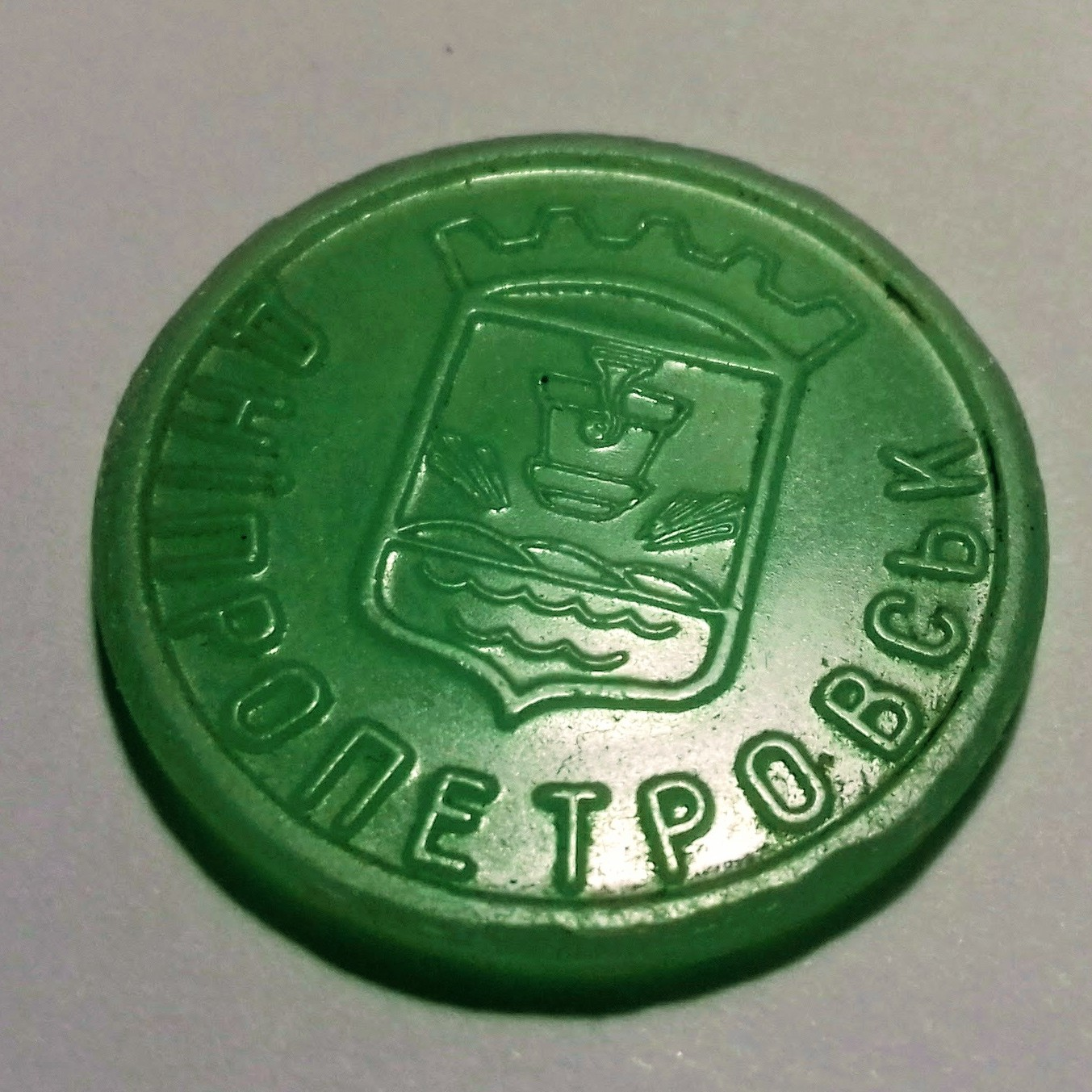
Жетон для проїзду в Дніпровському метрополітені

Оплата здійснюється за допомогою жетона, який можна придбати в касах метрополітену, які перебувають у вестибюлі станцій.
З 5 листопада 2018 для учнів загальноосвітніх навчальних закладів міста запроваджена пільгова ціна (50 % знижка) на проїзд у метро — 4 ₴, яка діє впродовж навчального року за винятком канікул, вихідних, святкових днів тощо. У зв'язку із Російським вторгненням в Україну під час повітряної тривоги проїзд безкоштовний[джерело?].
| Динаміка вартості проїзду | Динаміка вартості проїзду | Динаміка вартості проїзду |
| Дата встановлення тарифу  | Вартість проїзду, ₴       | Примітки                  |
| ------------------------- | ------------------------- | ------------------------- |
| Вересень 2011             | 2,00                      |                           |
| 5 серпня 2018             | 4,00                      | [ 21 ]                    |
| 3 січня 2020              | 6,00                      | [ 22 ]                    |
| 3 липня 2021              | 8,00                      |                           |
| 3 січня 2024              | 10,00                     | [ 23 ]                    |